# Field Emission Display
Pour les articles homonymes, voir FED.

La technologie Field Emission Display (FED) désigne une technologie d'affichage destinée aux écrans plats qui s'appuie sur des sources d'émission d'électrons répartis sur une grande surface, afin d'émettre des électrons qui viennent frapper des phosphores de couleur pour produire une image couleur. Un écran FED est composé de tubes cathodiques, chaque tube formant un sous pixel, en groupes de trois pour constituer l'ensemble Rouge Vert Bleu. Les écrans FED sont censés allier les avantages des tubes cathodiques (des contrastes et des temps de réponse excellents) et les qualités d'encombrement des écrans plats. Ils sont également censés pouvoir consommer moins qu'un écran à cristaux liquides.
Sony a été le leader de la technologie FED et a beaucoup investi en recherche et développement dans ce domaine pendant les années 2000. Les investissements de Sony dans la technologie FED ont diminué à partir de 2009, alors que la technologie LCD devenait prédominante. En janvier 2010, AU Optronics acquiert les principaux actifs de Sony liés à la technologie FED et annonce son intention de poursuivre le développement de la technologie.
La technologie FED est très voisine de la technologie SED (surface-conduction electron-emitter display), la différence principale résidant dans la technique d'émission des électrons.

## Fonctionnement
Un écran FED fonctionne comme un tube cathodique traditionnel, avec un canon à électrons à haute tension (environ 10 kV) qui accélère les électrons. Ces derniers excitent les phosphores pour produire de la lumière. Au lieu d'un canon à électrons unique, un écran FED utilise une matrice de canons à électrons nanoscopiques.
Un écran FED est produit en déposant une série de couches de métal sur une plaque de verre pour former des lignes de cathodes. La technologie de photolithographie permet de déposer une série de colonnes les lignes de la cathode, créant ainsi une matrice qui peut être pilotée électroniquement. À chaque croisement sont déposés des émetteurs, en utilisant par exemple des méthodes proches de celles utilisées pour les imprimantes à jet d'encre.
Un champ électrique à haute tension est créé entre les émetteurs et une grille de métal déposée au-dessus, afin d'extraire des électrons de la pointe des émetteurs. Ce processus n'étant pas du tout linéaire, d'infimes changement de tensions changent rapidement le nombre d'électrons émis. 
La tension de grille propulse les électrons dans le vide créé entre les émetteurs en face arrière de l'écran et la face avant. Là, une seconde tension accélère les électrons vers les phosphores, avec suffisamment d'énergie pour que les phosphores émettent de la lumière. Comme les électrons d'un émetteur sont projetés sur un seul sous-pixel, il n'est pas besoin de prévoir d'aimant pour diriger des électrons.

## Inconvénients
Comme tout écran basé sur des pixels adressés de manière individuelle, les écrans FED peuvent pâtir de difficultés de production à cause de sources de pixels défectueux. Toutefois, les émetteurs sont tellement petits que plusieurs émetteurs adressent le même sous pixel. Il est possible d'effectuer une vérification des émetteurs et de corriger la luminosité augmentant la largeur d'émission des autres émetteurs qui sont dans le même pixel.
1. L'efficacité des émetteurs à effet de champ repose sur un rayon extrêmement faible des pointes, mais cette petite taille rend la cathode fragile car elle peut être endommagée par l'impact des ions. Les ions sont produits par la grande différence de potentiel en interaction avec les molécules de gaz résiduelles dans le dispositif.
2. Les écrans FED fonctionnent avec du vide entre l'anode et la cathode. L'écran doit donc être scellé et doit être d'une grande résistance. La distance entre les émetteurs et les phosphores étant très faible (quelques millimètres), des espaceurs sont généralement positionnés entre l'anode et la cathode[3].
3. Les écrans FED exigent des niveaux de vide qui sont difficiles à obtenir. Le niveau de vide obtenu par les tubes cathodiques n'est pas suffisant pour assurer une durée de vie acceptable aux écrans FED. En outre, intensément bombardés par les électrons, les phosphores dégazent au cours de la vie de l'écran[4].

## Technologies concurrentes

### Tubes cathodiques
Les écrans FED sont censés éliminer la grande complexité électrique des tubes cathodiques, notamment le filament chauffé intégré dans le canon à électrons, qui sert à générer des électrons, ainsi que les électroaimants permettant d'orienter le flux d'électrons. Ils consomment beaucoup moins d'énergie qu'un écran cathodique de taille comparable.

### Écrans à cristaux liquides(LCD)
Les écrans plats à cristaux liquides utilisent une source de lumière forte et filtrent la moitié de la lumière avec un filtre polarisateur, puis filtrent à nouveau la lumière pour produire les couleurs rouge vert bleu pour les sous pixels. Moins de 1/6 de la lumière disponible à l'arrière de l'écran atteint la face visible de l'écran. Même si les écrans LCD utilisent des sources de lumière très efficaces, telles que des lampes fluorescentes à cathode froide, ou des LEDs blancs de grande puissance, l'efficacité globale d'un écran LCD n'est pas très élevée. Quoique le processus d'émission de lumière d'un écran FED soit moins efficace, seuls les sous pixels allumés consomment de l'électricité, ce qui rend les FEDs plus efficaces que les LCDs. Les écrans FED prototypes de Sony consomment moins de 14 W pour afficher des images très brillantes, alors qu'un écran LCD classique de la même taille consomme plus de 100 W.
Les écrans FED n'ont besoin ni d'un rétroéclairage ni d'une matrice active, ce qui rend la structure globale plus simple, et réduit la largeur de l'écran. Bien qu'un écran FED a besoin de deux dalles de verre au lieu d'une pour un écran LCD, le poids total est comparable; à taille d'écran égale. Certains prétendent que les écrans FED seraient moins chers à produire que les écrans LCD, car ils ont exigent moins de composant et d'étapes dans le processus de fabrication. Toutefois, celui-ci n'est pas simple, et tous les constructeurs ont rencontré d'énormes difficultés pour le maîtriser. En conséquence, deux autres technologies ambitionnent également de remplacer les écrans à cristaux liquides pour les téléviseurs : la technologie OLED à matrice active, et la technologie SED (surface-conduction electron-emitter display).

### OLED (Diodes électroluminescentes organiques)
Dans cette technologie, les cellules émettent directement la lumière. Les écrans OLED n'ont pas besoin d'une source de lumière extérieure, et consomment très peu. Ils permettent de très grands niveaux de contraste et ont des temps de réponse comparables aux écrans FED. Toutefois, la technologie OLED présente des difficultés d'industrialisation importantes.

### SED (surface-conduction electron-emitter display)
Les écrans SEDs sont très proches des écrans FEDs, la principale différence entre les deux technologies résidant dans le fait que, dans un écran SED, un seul émetteur est utilisé pour chaque colonne, au lieu d'innombrables émetteurs individuels. La technologie SED a longtemps été tenue pour une alternative industriellement viable aux FEDs, toutefois, jusqu'en 2009, aucun écran SED n'est commercialement disponible. 

## Historique
En 1991, la société Silicon Video Corporation (devenue plus tard Candescent Technologies), commence à développer des écrans FED. La technologie baptisée "Écrans à tubes cathodiques plats" utilise des émetteurs en métal, sous forme de cônes en molybdène, appelés micropointes de Spindt. Mais elles souffraient de phénomènes d'érosion à cause des hautes tensions d'accélération. Les tentatives de contournement de ce problème d'érosion (tensions plus basses, phosphores différents) échouent.
En dépit d'incertitudes d'industrialisation, Candescent poursuit la recherche et développement, et, en partenariat avec Sony, pose la première mière d'une usine de production dans la Silicon Valley, en 1998.
La technologie n'étant pas prête, Candescent suspend les achats d'équipement début 1999. L'usine n'a jamais été achevée. La société est placée en redressement judiciaire en juin 2004, après 600 millions de dollars de dépenses, et ses actifs sont vendus à Canon en août 2004.
Les recherches plus récentes sur la technologie FED se portent sur des émetteurs en nanotube de carbone (carbon nanotubes ou CNT).
Nano-emissive display (NED) est le nom donné à Motorola pour leur technologie FED basée sur les CNT. Motorola a présenté un prototype NED en mai 2005, mais a depuis stoppé tout investissement sur la technologie FED. 
La société japonaise Futaba  conduit un programme de recherche et développement FED, depuis 1990. Futaba a présenté de nombreux protoypes d'écrans FED de petites dimensions, mais n'est jamais passé à la phase industrielle. La recherche et développement continue autour des CNT.
Sony conclut un accord de licence pour utiliser la technologie CNT de la société Carbon Nanotechnologies Inc., basée Houston, au Texas. En 2007, Sony a présenté un écran FED au Japon et annonce démarrer la production en 2009. Une société séparée nommée Field Emission Technologies (FET), a été créée (spin off) dans l'espoir d'industrialiser en 2009.
Le 26 mars 2009, la société FET ferme, faute de moyens financiers.
En Janvier 2010, la société  AU Optronics Corporation (AUO) acquiert les actifs de Sony's FET and FET Japan. En novembre 2010, Nikkei déclare que AUO entend démarrer la production fin 2011, mais, à ce jour, la technologie semble toujours en phase de recherche et développement.